# Vernon Richards
Pour les articles homonymes, voir Richards.
Vero Benvenuto Costantino Recchioni plus connu sous le nom de Vernon Richards, né à Londres le 19 juillet 1915 et mort le 10 décembre 2001 à Hadleigh (Suffolk), est un éditeur, photographe, militant antimilitariste et anarchiste britannique d'origine italienne.
Objecteur de conscience pendant la Seconde Guerre mondiale, il fonde avec Marie-Louise Berneri, le journal antimilitariste War Commentary, publié à Londres jusqu'en 1945.

## Biographie
Vernon Richards est né dans le quartier de Soho à Londres en 1915.
Son père, Emidio Recchioni, réfugié politique, est un militant anarchiste, ami d'Errico Malatesta.
En 1931, il suit son père à Paris où celui-ci milite contre le fascisme de Mussolini. Il est en relation avec la famille de Camillo Berneri qui y vit en exil depuis 1926, et fait la connaissance de sa fille Marie-Louise Berneri, dont il tombe amoureux..
En 1934, à la mort de son père, il rentre en Angleterre pour s'occuper de la boutique familiale de produits italiens.
Il poursuit ses activités antifascistes et, en collaboration avec Camillo Berneri à Paris, il édite le journal bilingue Free Italy / Italia Libre. En janvier 1935, lors d'un séjour en France, il est arrêté et expulsé.
Il reprend ses études à l'université où en 1939, il obtient un diplôme d'ingénieur ferroviaire.
Peu après le début de la révolution sociale espagnole de 1936, il crée le journal Spain and the World, principal soutien aux anarcho-syndicalistes espagnols.
En mai 1937, Camillo Berneri est assassiné à Barcelone.
En 1939, après la défaite républicaine en Espagne, Spain and the World change de nom et devient Revolt !.

### Objecteur de conscience
Au début de la Seconde Guerre mondiale, il fonde avec Marie-Louise Berneri, Philip Sanson et John Hewetson, le journal antimilitariste War Commentary (Londres, novembre 1939-1945) qui est d’abord polycopié avant de devenir un bimensuel imprimé à 6000 exemplaires. Objecteur de conscience pendant la guerre, il est alors employé comme ingénieur aux chemins de fer.
En avril 1945, avec Philip Sansom et John Hewetson, il est inculpé pour conspiration et incitation à la désertion. On lui reproche notamment le poème-manifeste Fight ? What for ? (Combattre ? Pour quoi ?). L'accusation réclame une peine de 14 ans de prison. L'action d'un comité de soutien, où l'on trouve les écrivains George Orwell et Herbert Read, permet de réduire la peine à neuf mois de prison. Pendant son séjour en détention, il joue du violon et crée même un orchestre avec d'autres détenus. Marie-Louise Berneri est quant à elle acquittée.
En 1946, membre du groupe Freedom Press basé à Whitechapel (Est de Londres), il fait reparaître le journal Freedom (« Liberté »), fondé par Pierre Kropotkine, et jusqu'en 1998 en demeure l’un des principaux animateurs.
À la suite de la naissance de leur enfant mort-né, sa compagne Marie-Louise Berneri meurt en 1949 d'une pneumonie virale.
Après avoir perdu son travail d'ingénieur, il exerce divers métiers et se consacre à la photographie en même temps qu'à la gestion de sa boutique.

### Photographe, jardinier et éditeur
L'œuvre photographique de Vernon Richards est très variée : paysages, portraits d'enfants, d'écrivains (ami de George Orwell, il fut le seul à pouvoir le photographier), d'intellectuels, de militants anarchistes, mais aussi la vie quotidienne dans les rues de Naples, les grandes manifestations contre la guerre des années 60, auxquelles il a participé.
En 1968, il s'installe dans le Comté de Suffolk avec sa nouvelle compagne « Peta » (Dorothy Sutcliffe, 1915-1997) où il cultive, durant 30 ans, des légumes biologiques.
Le seul livre de Vernon Richards traduit en français, Enseignement de la révolution espagnole, décrit les réalisations révolutionnaires de 1936 à 1939 et critique la participation des anarchistes de la Confédération nationale du travail au gouvernement républicain.
Dans les années 1970 et 1980, il écrit plusieurs ouvrages sur le désarmement, l’impossibilité de la social-démocratie et pour une société des loisirs.
Quatre recueils de ses photographies sont publiés dans les années 1990.
Il est également l’éditeur des ouvrages de sa compagne Marie-Louise Berneri (Workers in Stalin’s Russia – Journey through Utopia – Neither East nor West) et le traducteur de divers textes de Kropotkine, Malatesta et Gaston Leval.

## Enseignement de la révolution espagnole
Dans l'ouvrage Enseignement de la révolution espagnole publié en anglais en 1953 et, seulement en français en 1975, Vernon Richards analyse la « politique menée par la CNT-FAI, après juillet 36, qui fut en contradiction ouverte avec ce que l’organisation avait toujours affirmé ».
Il se pose les questions : « Jusqu’à quel point le mouvement révolutionnaire fut-il responsable de sa propre défaite ? Était-il trop faible pour aller plus avant dans la révolution ? Dans quelle mesure l’acquisition d’armes et de matières premières à l’étranger dépendait-elle du maintien d’une apparence de gouvernement constitutionnel à l’intérieur de l’Espagne républicaine ? Quelle possibilité avait une armée improvisée de "guérilleros" contre une force armée régulière ? ».
Pour lui, ce « n’est pas que les idées anarchistes se soient démontrées irréalisables dans l’expérience espagnole, mais que les anarchistes et les syndicalistes espagnols n’ont pas réussi à mettre en pratique leurs théories, adoptant au contraire la tactique de l’ennemi ».
Il rappelle « que là où les moyens sont autoritaires, les buts de la société future, véritable ou rêvée, seront autoritaires et on n’arrivera jamais à la société libre. De la violence comme moyen naît la violence ; du culte de la personnalité comme moyen, naissent les dictateurs - grands ou petits - et les masses serviles ; du gouvernement - même avec la collaboration de socialistes et d’anarchistes - naît plus de gouvernement encore. Est-il sûr d’autre part, que de la liberté comme moyen naît plus de liberté et peut-être la Société Libre ? À ceux qui disent que cela condamne à la stérilité politique et à la Tour d’ivoire nous répondons que leur réalisme et leur "circonstancialisme" mènent invariablement au désastre ».

## Œuvres
- Avec Gaston Leval et Isaac Puente, Collectivités anarchistes en Espagne révolutionnaire, Noir et Rouge, 1964[9].
- Enseignement de la révolution espagnole, trad. Frank Mintz, éditions 10-18, 1975[10], Acratie (éditions), 1997[11],  (ISBN 978-2-909899-09-1), lire en ligne.
- Errico Malatesta, his life and ideas, 1965.
- A week-end photographer’s notebook, Freedom Press, 1996.
- George Orwell at home, 1998.

## Iconographie
- George Orwell photographié par Vernon Richards, voir en ligne.

## Notices
- Dictionnaire international des militants anarchistes : notice biographique.
- L'Éphéméride anarchiste : notice biographique.
- Centre International de Recherches sur l'Anarchisme (Marseille) : notice biographique.
- René Bianco, 100 ans de presse anarchiste : notice.
- Fédération internationale des centres d'études et de documentation libertaires : notice bibliographique.
- Institut international d'histoire sociale (Amsterdam) : notice biographique.